# Ezra B. French

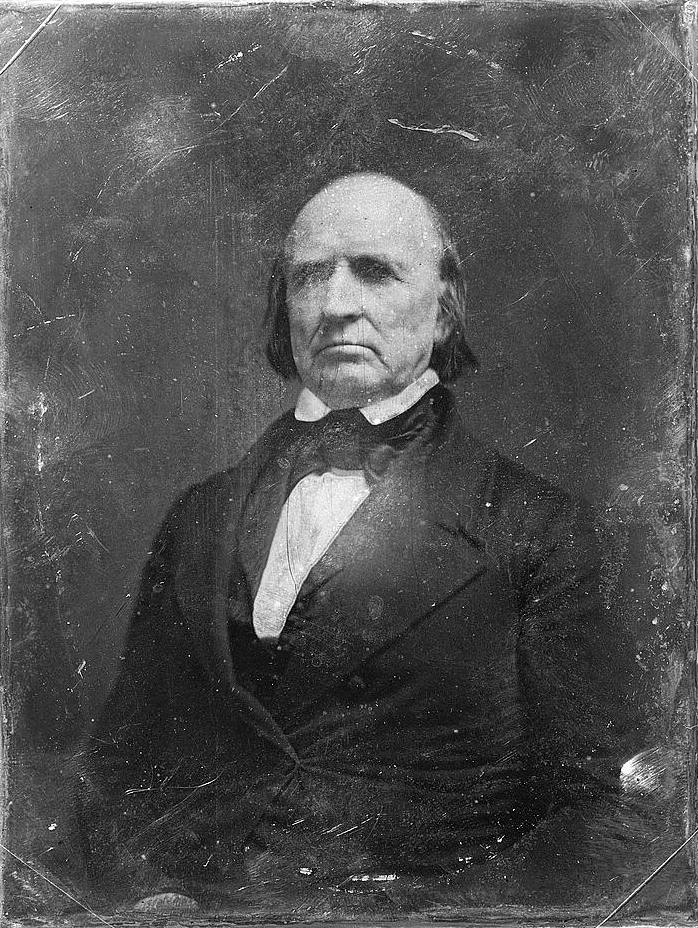
Ezra B. French

Ezra Bartlett French (* 23. September 1810 in Landaff, New Hampshire; † 24. April 1880 in Washington, D.C.) war ein US-amerikanischer Politiker. Zwischen 1859 und 1861 vertrat er den Bundesstaat Maine im US-Repräsentantenhaus.

## Werdegang
Ezra French besuchte die öffentlichen Schulen seiner Heimat. Nach einem anschließenden Jurastudium in Bath und Plymouth sowie seiner im Jahr 1833 erfolgten Zulassung als Rechtsanwalt begann er in Portland und in Waldoboro (Maine) in seinem neuen Beruf zu praktizieren. Später verlegte er seinen Wohnsitz und seine Praxis nach Noblesboro (heute Damariscotta).
Zwischen 1838 und 1840 war French Abgeordneter im Repräsentantenhaus von Maine; zwischen 1842 und 1845 gehörte er dem Staatssenat an. In den Jahren 1845 bis 1850 war er als Secretary of State geschäftsführender Beamter der Regierung seines Staates. Danach war er Bankbeauftragter. Im Jahr 1856 arbeitete French auch als Zeitungsverleger. Er war auch an der Gründung der Republikanischen Partei in Maine beteiligt, deren Mitglied er wurde.
1858 wurde French im dritten Wahlbezirk von Maine in das US-Repräsentantenhaus in Washington gewählt. Dort trat er am 4. März 1859 die Nachfolge von Nehemiah Abbott an. Da er im Jahr 1860 auf eine weitere Kandidatur verzichtete, konnte er bis zum 3. März 1861 nur eine Legislaturperiode im Kongress absolvieren. Diese war von den Ereignissen im unmittelbaren Vorfeld des Bürgerkrieges geprägt. Im Frühjahr 1861 war French Delegierter auf einer Konferenz in Washington, auf der erfolglos versucht wurde, den Ausbruch des Bürgerkriegs zu verhindern. Anfang 1861 verließen die Abgeordneten aus den Südstaaten den Kongress.
Nach dem Ende seiner Zeit im Repräsentantenhaus arbeitete Ezra French von August 1861 bis zu seinem Tod am 24. April 1880 als zweiter Revisor des Finanzministeriums.